# Plessen
(von) Plessen er navnet på en mecklenburgsk og dansk uradelsslægt. Den kan føres tilbage til Helmoldus de Huckelem (Höckelheim), der kendes fra 1097. Stamfædre til de to hovedlinjer er brødrene Bernhard (1150–1190) og Gottschalk (1170–1190), der tog navnet de Plesse efter Burg Plesse ved Göttingen. Slægten tilhører den tyske højadel.
Slægten fører i sit skjold en gående sort tyr med opløftet kløftet hale i guldfelt og på hjelmen tre påfjer mellem to halve røde hjul. Den i Danmark blomstrende gren af slægten nedstammer fra Daniel von Plessen til Steinhausen (død 1598). Slægten har her i landet besiddet en række majorater: Det grevelige Scheel-Plessenske Forlods, stamhusene Selsø og Fussingø, fideikommisgodserne Saltø og Harrested.
Linjen Scheel-Plessen opstod ved Christian Ludvig von Plessens giftermål med Charlotte Amalie Skeel i 1702.

## Udnævnelser
- Helmuth von Plessen (1699–1761), tysk rigsgreve (Reichsgraf) fra 1. maj 1741
- Mogens Joachim Scheel-Plessen (1782–1853), dansk lensgreve fra 29. september 1829
- Carl Theodor August Scheel-Plessen (1811–1892), preussisk greve 1888
- Ludwig Mogens Gabriel von Plessen-Cronstern (1848–1929) preussisk greve fra 17. august 1898

## Medlemmer af slægten
I Danmark
- Daniel von Plessen (1606-1672), mecklenburgsk landråd
  - Carl Adolph von Plessen (død 1677), oberstløjtnant i dansk tjeneste
  - Christian Siegfried von Plessen (1646-1723) – statsmand, gehejmeråd, amtmand og godsejer i Mecklenburg:
    - Daniel von Plessen (1674-1725), generalmajor
    - Christian Ludvig von Plessen (1676–1752), gehejmeråd oo Charlotte Amalie Skeel
      - Birthe von Plessen (1707-1786) oo Christian Frederik Raben
      - Mogens Scheel-Plessen (1713-1749), overceremonimester
      - Christian Sigfred von Plessen (1716-1755), amtmand oo Louise von Plessen
      - Frederik Christian von Plessen (1717-1783), godsejer, general og kammerherre
        - Christian Ludvig Scheel-Plessen (1741-1801), gehejmeråd, amtmand
        - Christian Frederik Scheel-Plessen (1746-1804), godsejer
          - Mogens Joachim Scheel-Plessen (1782-1853), godsejer, første greve
            - Wulff Heinrich Bernhard Scheel-Plessen (1809-1876), godsejer, greve
              - Magnus Vilhelm Carl Hugo Scheel-Plessen (1858-1876), arving, men døde tidligt
              - Otto Wulff Heinrich Bernhard Scheel-Plessen (1862-1888), greve

            - Carl Theodor August Scheel-Plessen (1811–1892), holstensk lensgreve og godsejer, tysk greve 1888, tysk præsident for provinsen Schleswig-Holstein 1866-79
            - Otto von Plessen (1816-1897), baron, elefantridder, godsejer, gesandt
              - Sergius Joseph Hugo Alexander von Plessen (1860-1912), baron, kammerherre

          - Mogens Scheel-Plessen (1778-1819), godsejer og major

        - Carl Adolph von Plessen (1747-1810),

    - Carl Adolph von Plessen (1678-1756), dansk gehejmeråd
    - Christian Sigfred von Plessen (1696-1777), godsejer

Sønner af Bernt Hartwig von Plessen til Retchendorff, Flessenau og Gottesgabe:
- Bernt Hartwig von Plessen (1709-1767), amtmand, gehejmeråd og kansler
- Victor Christian von Plessen (1696-1771), dronningens kammerherre og jægermester, amtmand, elefantridder

Søn af Henning von Plessen til Musselmow i Mecklenburg:
- Samuel Christoph von Plessen (1640-1704), officer

I Tyskland
- Elisabeth Plessen (* 1944; Elisabeth Charlotte Marguerite Augusta Gräfin von Plessen), tysk forfatterinde og oversætter
- Leopold von Plessen (1769–1837), diplomat, kammerherre og statsminister, repræsentant for Mecklenburg ved Wienerkongressen
- Victor von Plessen (1900–1980), baron, tysk forsker og opdagelsesrejsende
- Hermann Karl von Plessen (1803–1877), tysk generalløjtnant
- Hans Georg von Plessen (1841–1929), generaloberst med rang som generalfeltmarskal
- Hennecke von Plessen (1894–1968), Gauwirtschaftsberater for NSDAP i Mecklenburg
- Wilhelm August von Plessen (1808–1887), statsminister